# Hikaru Nakamura
Hikaru Nakamura (japanska: ヒカル・ナカムラ?, Nakamura Hikaru), född 9 december 1987 i Hirakata, är en japansk-amerikansk stormästare i schack. Nakamura representerar USA i internationella tävlingar och det amerikanska schackförbundet har beskrivit honom som den skickligaste amerikanska schackspelaren sedan Bobby Fischer.